# Arado Ar TEW.16-43-13
De Arado Ar TEW 16/43 was een project voor een jachtvliegtuig, onderscheppingsjager, nachtjager, bommenwerper en verkenningsvliegtuig dat werd ontwikkeld door de Duitse vliegtuigontwerper Arado.

## Ontwikkeling
Bij Arado werd in 1943 een uitgebreide studie opgestart om de toekomst van het nieuwe straalvliegtuig te onderzoeken. De studie werd in augustus van dat jaar afgerond. Naar de uitkomst van deze studie werden verschillende ontwerpen gemaakt en dit leverde uiteindelijk vier ontwerpen op, die verder werden uitgewerkt door Wilhelm van Nes. Alle ontwerpen waren voorzien van een straalmotor, een raketmotor of een combinatie van beide motoren.

## Uitvoeringen

#### Arado Ar TEW 16/43-13
Dit ontwerp was het eerste ontwerp voorzien van een Walter HWK 109-509A-raketmotor die in de rompachterkant was ingebouwd. De twee brandstoftanks waren voor de motor in de romp geplaatst. Een was bestemd voor de T-Stoff, de ander voor de C-stoff. De vleugels waren van een pijlstand voorzien en laag tegen de rompzijkant geplaatst. Er was een neuswiellandingsgestel aangebracht. Dit was speciaal ontwikkeld en was voorzien van speciale banden. Hierdoor kon men ruimte en gewicht besparen. Het landingsgestel was ook heel kort uitgevoerd. Ook dit had men gedaan om gewicht en ruimte te besparen. De bewapening bestond uit twee 30 mm MK108 en twee 20 mm MG151/20 kanonnen die in de rompneus waren geplaatst onder de cockpit.
De spanwijdte bedroeg 8,85 m en de lengte 9,70 m.

#### Arado Ar TEW 16/43-15
Dit was het tweede ontwerp binnen het project en dateert van 20 maart 1943. Het ontwerp was grotendeels gelijk aan het eerste ontwerp. Men had de romp wel verlengd om zo voor ruimte voor de extra motor en brandstoftanks te maken. Het ontwerp werd namelijk voorzien van (waarschijnlijk) een Heinkel He S 011-straalmotor en een Walter HWK 109-509A-raketmotor. De straalmotor was op de rug van de romp geplaatst, de raketmotor in de rompachterkant. De raketmotor was aangebracht om de stijgsnelheid te vergroten en om voor extra snelheid te zorgen boven 10.000 m hoogte. De brandstoftanks voor de raketmotor waren ook in de rompachterkant geplaatst. De uitlaat bevond zich in de staart van de romp.
De vleugels waren voorzien van een pijlstand van 25 graden en laag tegen de rompzijkant geplaatst. De staartsectie was van twee richtingroeren en een pijlstand voorzien. Het was noodzakelijk om van twee richtingsroeren gebruik te maken door de plaatsing van de straalmotor.
De cockpit was in de rompneus geplaatst en men had hieruit een goed zicht naar voren en opzij. Het zicht naar achteren werd echter zeer beperkt door de straalmotor. De luchtinlaat werd ook voor een deel afgedekt door de cockpit. Hierdoor was er waarschijnlijk ook een probleem ontstaan met de toevoer van lucht naar de motor waardoor er ook weer een probleem met het vermogen van de motor zou zijn.
De bewapening bestond uit twee 15 mm MG151/15- of 20 mm MG151/20-kanonnen en een 30 mm MK103- of twee 30 mm MK108-kanonnen in de zijkant van de rompneus, onder de cockpit. Er was een neuswiellandingsgestel aangebracht waarvoor speciale grote wielen werden ontwikkeld die in tandem werden geplaatst.
Dit project kwam niet verder dan de tekentafel. Er zouden zonder twijfel problemen zijn ontstaan met de plaatsing van de luchtinlaat. Hierdoor werd het ook bijna onmogelijk voor de piloot om te ontsnappen in geval van nood.
Kenmerken:
- Spanwijdte: 10,30 m.
- Lengte: 11,75 m.
- Hoogte: 2,80 m.
- Vleugeloppervlak: 19 m².
- Leeggewicht: 4.150 kg.
- Startgewicht: 6.670 kg.
- Vleugelbelasting: 350 kg/ m².
- Maximumsnelheid: 856 km/uur op 8.000 m met de straalmotor, 920 km/uur op 10.000 m met de raketmotor.
- Stijgsnelheid: 33,4 m/s, 250 m/s met de raketmotor.
- Plafond: 13.300 m, 18.800 m met de raketmotor.
- Actieradius: 1.200 km op 12.000 m, 115 km op 8.000 m met de raketmotor.

#### Arado Ar TEW 16/43-19
Dit derde ontwerp was bedoeld als een opvolger voor de Arado Ar 234-straalbommenwerper die toen al enige tijd in gebruik was. Het was geheel van metaal vervaardigd. De vleugels waren in het midden van de rompzijkant aangebracht en van een pijlstand voorzien. De twee straalmotoren waren hieronder aangebracht. Het type motor is niet bekend maar het zouden motoren moeten zijn die een stuwdruk zouden leveren van rond de 1.500 kg elk.
Er was een standaard staartsectie aangebracht die van een pijlstand was voorzien. De cockpit was in de rompneus aangebracht waardoor er een goed zicht in alle richtingen was. De bemanning bestond uit twee man die rug aan rug zaten. Er was een neuswiellandingsgestel aangebracht. Het neuswiel werd achterwaarts opgetrokken in de rompneus.
Men wilde het ontwerp verder uitwerken in vijf uitvoeringen:
Schnellbomber (Snelle bommenwerper).
Deze uitvoering was uitgerust met twee op afstand bediende 30 mm MK213-kanonnen in de staart. Er kon een externe bommenlading van 2.500 kg vervoerd. Later konden er ook Henschel Hs 295 “Fritz X” worden vervoerd.
Zerstörer (Zware jager).
Deze uitvoering was voorzien van drie 30 mm MK103- en twee 30 mm MK213-kanonnen in een gondel onder de romp, twee 30 mm MK213-kanonnen in de zijkant van de rompneus en twee op afstand bediende 30 mm MK213-kanonnen in de staart. Ook kon er een bommenlading van 1.000 kg extern onder de motorgondels worden vervoerd.
Nachtjäger (Nachtjager).
Deze uitvoering was voorzien van twee 30 mm MK103- en drie 30 mm MK213-kanonnen in een gondel onder de romp, twee 30 mm MK213-kanonnen in de zijkant van de rompneus, twee op afstand bediende 30 mm MK213-kanonnen in de staart en twee 30 mm MK108-kanonnen in de rompbovenkant, vurend onder een hoek van 70 graden. Er waren drie bemanningsleden. De radaroperator zat in het achterste deel van de romp en de radar bevond zich in de rompneus.
Schlechtwetterjäger (Slechtweerjachtvliegtuig).
Aufklärer (Verkenner)
Ondanks al deze ontwerpen werd er geen enkele verder ontwikkeld, gebouwd of in productie genomen. De Ar 234-bommenwerper was reeds in productie genomen en een groot succes. De Messerschmitt Me 262 was inmiddels ook uit de ontwikkelingsfase en stond op het punt om in productie te worden genomen.
Kenmerken:
- Spanwijdte: 16,20 m.
- Lengte: 18 m.
- Hoogte: 3 m.
- Vleugeloppervlak: 46,60 m².
- Maximum gewicht: 16.000 kg.
- Vleugelbelasting: 343 kg/m².

#### Arado Ar TEW 16/43-23
Dit laatste ontwerp uit het Ar TEW 16/43-project was voor een jachtvliegtuig en stamt uit mei 1943. Het zou geheel van metaal worden vervaardigd. De vleugels waren van een pijlstand voorzien en hoog tegen de rompzijkant geplaatst. De staartsectie was ook van een pijlstand voorzien.
De motoren waren twee Heinkel He S 011-straalmotoren die in gondels onder de vleugels waren aangebracht. De drie brandstoftanks waren in de romp aangebracht. De cockpit was in de rompneus geplaatst. Men had een neuswiellandingsgestel aangebracht. Het hoofdlandingsgestel werd in de vleugels opgetrokken maar moest wel eerst over 90 graden worden gedraaid. Het neuswiel werd voorwaarts opgetrokken in de rompneus.
De bewapening bestond uit een 15 mm MG151/15-kanon en twee 20 mm MG213/20-kanonnen. De bewapening was in de onderkant van de rompneus aangebracht, direct onder de cockpit.
Dit ontwerp kwam ook niet verder dan de tekentafel en men ging bij Arado verder met het ontwikkelen en bouwen van de beproefde Ar 234.
Kenmerken:
- Spanwijdte: 10,60 m.
- Lengte: 9,40 m.
- Hoogte: 2,69 m.
- Vleugeloppervlak: 20 m².
- Leeggewicht: 4.480 kg.
- Startgewicht: 7.000 kg.
- Vleugelbelasting: 350 kg/m².
- Maximumsnelheid: 920 km/uur op 10.000 m.
- Stijgsnelheid: 48 m/s.
- Plafond: 12.000 m.